# Isconahua
L'isconahua est une langue panoane parlée en Amazonie péruvienne dans le département de Loreto.
La langue, étant parlée par environ 50 locuteurs en 2007, est quasiment éteinte.